# Хужир (аэропорт)
Хужи́р (Харанцы́) — аэропорт в деревне Харанцы на острове Ольхон в Иркутской области в 6 км от посёлка Хужир.
Первый самолёт Ан-2 приземлился на Ольхоне в 1945 году ещё до постройки аэродрома — на ровную грунтовую площадку. Через несколько лет построили небольшую аэродромную площадку и здание аэропорта, радиобюро. Ан-2 совершал 6-7 рейсов в Иркутск за день, перевозя пассажиров, грузы и почту.
В 1995 году авиасообщение между материком и островом прекратилось. В 1999 году аэропорт полностью прекратил свою деятельность. Владимир Иннокентьевич Прокопьев, бывший начальник аэропорта, до конца своих дней верил в возобновление полётов и поддерживал в рабочем состоянии ВПП, оборудование и всю скромную инфраструктуру до 11 марта 2018 года. Смотритель аэропорта стал прообразом героя короткометражного фильма «Даю посадку» с Дмитрием Певцовым в главной роли.
С 26 сентября 2019 года вновь стали выполняться регулярные рейсы по маршруту Хужир — Улан-Удэ — Иркутск, в 2024 рейсы были прекращены из-за дефектов грунта на посадочной площадке. С мая 2025 года рейсы Улaн-Удэ — Хужир ежедневно выполняет авиакомпания «Аврора».

## Принимаемые типы воздушных судов
Ан-2, Ан-28, Let L-410 Turbolet, вертолёты

## Маршрутная сеть
| Авиакомпания | Направление                       | Тип ВС             | Примечание |
| ------------ | --------------------------------- | ------------------ | ---------- |
| СиЛа         | Чита — Улан-Удэ — Хужир — Иркутск | Let L-410 Turbolet | Пт, Вс     |
| Аврора       | Улан-Удэ — Хужир — Улан-Удэ       | ТВС-2МС            | ежедневно  |